# Église Saint-Étienne d'Osenbach
L'église Saint-Étienne est un monument historique situé à Osenbach, dans le département français du Haut-Rhin.

## Localisation
Ce bâtiment est situé rue de l'Église à Osenbach.

## Historique
L'édifice fait l'objet d'une inscription au titre des monuments historiques depuis 1976.